# Nils Schön
Nils Ingemar Schön, född 3 juni 1915 i Ödeby församling i Örebro län, död 14 maj 2002 i Skara domkyrkoförsamling i Västra Götalands län, var en svensk politiker (folkpartist). Han var förbundsordförande i Folkpartiets ungdomsförbund mellan 1948 och 1950.
Schön blev platsredaktör på Östgöta-Tidningen 1938, organisationschef där 1944, ombudsman i Folkpartiets valkretsförbund i Östergötland 1944, riksombudsman i Folkpartiets ungdomsförbund 1945, kamrer och annonschef på Jönköpings-Posten 1946, försäljningschef på Morgonbladet 1957 och på Hallpressen från 1958. Han var ledamot av koncerndirektionen för H Halls Boktryckeri AB från 1963.
Han gifte sig 1938 med Lilly Hult (1913–1954) och 1959 med Signe Nilsson (född 1928).

## Fotnoter
1. 1 2   Sveriges dödbok 1901–2009 (DVD-rom) (Version 5.0). Solna: Sveriges släktforskarförbund. 2010. Libris 11931231. ISBN 978-91-87676-59-8